# Topeka, Kansas
Topeka je glavni grad američke savezne države Kansas. Po podacima iz 2007. u gradu je živjelo 122.647 stanovnika. Nalazi se uz rijeku Kansas u središnjem dijelu okruga Shawneeja, koji se nalazi u sjeveroistočnom Kansasu. Topeka na lokalnom jeziku plemena Kansa i Iowaya znači "iskopati dobar krumpir". U ožujku 2010. puni naziv grada je bio Google, Kansas, svjetska prijestolnica optičkih kabela. Topeka je 1998. promijenio ime u ToPikachu da bi odao počast poznatoj franšizi Pokemon.

### Ostali projekti
|  | Zajednički poslužitelj ima stranicu o temi Topeka |